# 周森锋
周森锋（1980年7月7日—），河南禹州人，中华人民共和国政治人物。

## 生平
2004年7月参加工作，2000年11月加入中国共产党。清华大学管理科学与工程专业毕业。
2004年7月，任襄樊市建设委员会副主任、党委委员。2007年11月，任襄樊市城市规划管理局党组副书记、副局长。2008年8月，任中共宜城市委常委。2008年9月，任中共宜城市委常委、常务副市长。2009年4月，任中共宜城市委副书记、代市长（6月当选市长）。2011年2月，任中共神农架林区党委副书记。2011年5月，任中共神农架林区党委副书记、代理区长（7月当选区长）。
2013年，当选第十二届全国人民代表大会湖北地区代表。2013年5月，任中共神农架林区党委书记。2016年9月，兼任神农架国家公园管理局党委书记。2021年3月，任共青团湖北省委书记。2024年1月，就任新组建的湖北省数据局局长。

## 争议

### “全国最年轻市长”
2009年6月，周森锋全票当选宜城市市长。因为其极为年轻的身份，引发了巨大的争议与质疑，包括其妻子霍焰的论文和任职以及周森锋本人的论文涉嫌抄袭。